# Der Spion (1917)
Der Spion ist ein deutsches Stummfilm-Werksspionagedrama aus dem Jahre 1917 mit Ellen Richter in der weiblichen Hauptrolle, Ferdinand Bonn in der Titelrolle und Conrad Veidt in einer seiner ersten Filmrollen.

## Handlung
Die Geschichte spielt während des Ersten Weltkriegs. Ein Spion im Auftrag einer fremdländischen Macht (mutmaßlich Italien) schleicht sich in eine große deutsche, an Krupp angelehnte Fabrikanlage ein, um für den Feind Unterlagen vom Bau deutscher Kanonen zu stehlen und Sabotage zu verüben. Bald kommt man ihm auf die Spur und verfolgt den Schurken, zu Lande und zur Luft. Dabei gibt es einige für die damalige Zeit bemerkenswerte Flugaufnahmen. Am Ende kann der Spion an seiner Flucht ins Ausland gehindert werden; bei einem Flugzeugabsturz kommt er ums Leben.

## Produktionsnotizen
Der Spion, auch unter dem Alternativtitel In die Wolken verfolgt gezeigt, entstand in seinen Außenaufnahmen in Köln, Elberfeld und in den Werkstätten der Rheinischen Maschinenfabrik in Düsseldorf. Der Fünfakter mit, je nach Schnittfassung, 1838 oder 1903 Metern Länge, wurde am 31. August 1917 erstmals in Köln gezeigt, erst im darauffolgenden Monat passierte der Streifen die Filmzensur. Die Berliner Erstaufführung erfolgte im Mai 1918 im Marmorhaus.
Bruno Lopinski, der hier den Werksdirektor verkörpert, assistierte Heinz Karl Heiland auch bei der Regie.

## Rezeption
Der Kinematograph schrieb, dass dieses Drama über eine Kanonen produzierende Fabrik eine clevere Kombination aus dramatischen, sensationellen und propagandistischen Momenten sei und betonte darüber hinaus, dass all diese Elemente mit Geschick zu dem Porträt eines Mannes kombiniert worden seien, um den Erfolg eines Mannes zu zeigen, der seine Ziele mit Fähigkeit, Sorgfalt und Einfallsreichtum zu erreichen sucht. Schließlich wurden die schauspielerischen Leistungen – vor allem die des Spion-Darstellers Ferdinand Bonn, aber auch Conrad Veidts, dessen Darstellung als „ausgezeichnet“ bezeichnet wurde – gelobt und betont, dass dieser Film eine weitestgehende Verbreitung verdient habe.